# Енглески мастиф
Енглески Мастиф је раса екстремно великих паса (често је ословљаван само именом Мастиф) пореклом од древних Алаунта и борбених британских паса, са великом сличношћу са алпским Мастифом из 19. века. Препознатљив по својој огромној величини, великој глави и краткој длаци, карактерише га његово црно лице и његова нежна и дружељубива природа. Раса модерног Мастифа датира из раног 19. века, која је од тада унапређена. Иако у једном периоду није било толико интересовања за енглеским Мастифима, ова раса у последње време постаје све популарнија. Током своје историје, енглески Мастиф је учествовао у стварању многих других раса, тако да, генерално, постоје “мастифски пси” или такозвани “Мастифи”.

## Изглед
Са својим масивним телом и широком главом, Мастиф је највећа раса у погледу масе. У просеку је мало већи од Бернардинца, иако постоји значајно преклапање између две расе. Иако ирски Хрт и Немачка Дога могу да буду и до 15 cm виши од Мастифа, Мастиф је много тежи.
Тело мастифа је велико и снажно, са широко раздвојеним предњим ногама. Дужина тела која је измерена од рамена до задњице је већа од висине кичменог стуба. Минимална висина ове расе, по АКС (амерички кинолошки савез) стандарду, је око 75 cm до рамена за мужјаке и 70 cm до рамена за женке. Типичан мужјак је тежак од 68 kg до 113 kg док је типична женка тешка од 54 kg до 91 kg, са веома великим изузецима који достижу 130 kg и више.

### Стандарди боја длаке
Бивши стандарди прописивали су да длака треба да буде кратка и прилепљена уз тело. Мастифи са дугом длаком, такозвани “Флафији”, су повремена појава, због скривених гена, али ова особина није прихваћена од стране било ког кинолошког савеза. Боје су углавном варијанте кајсија-жуте, сребрно-жуте, жуто-смеђе, или тамних тиграстих боја, уз препознатљиву црну боју око њушке, ушију, носа и око очију. 
Боје длаке код Мастифа су разноврсно описане по сваком кинолошком савезу, али се у суштини своде на жуто-смеђу или боју кајсије, или тиграсте шаре. Црно лице би требало да има сваки Мастиф. Жуто-смеђа је генерално варијанта светло-сребрне боје, али може да се креће до златно-жуте боје. Кајсијаста може да поседује од мало црвенкасте нијансе до потпуно црвене нијансе. Тиграсте шаре би идеално требало да буду јаке, подједнаке, са чистим ознакама, али могу бити и светле, неједнаке, слабе или неуредне. Мастифи боје далматинаца су јако ретки. Остале боје које нису баш типичне за Мастифе су црна, тиграсто плава, и чоколадна (браон). Неки Мастифи имају јаке шаре које су последица тамних места на крзну или на леђима или раменима. Ово се не сматра као дефект. Тиграста шара је доминантнија у односу на једну боју док је кајсијаста боја доминантнија у односу на смеђу. Многи дефекти у бојама су скривени, док је чиста, црна боја ипак толико ретка код Мастифа да никад није утврђено да ли постоји скривени алел или мутација која је доминантна.
Генетска основа за променљивост у боји длаке код паса је јако истраживана, али још увек нису утврђена решења свих проблема. На основу онога што је познато (не заборављајући да су пси диплоидне животиње, сваки ген има своју специфичну локацију (локус), која се понавља два пута у свакој животињи, тако да питање доминантног алела мора бити решено), могући гени који се могу јавити код Мастифа су "AyBDEmh(kbr_ili_ky)mS". Они описују пса који је жуто-смеђе боје са црним носом неразблажене боје, црним лицем, са тиграстим шарама или без њих и без тачкица на кожи. Да би се дозволили ретки изузеци мора постојати “b” (браон лице са могућим тиграстим шарама браон боје), “d” (лице плаве боје са могућим шарама плаве боје), “sp” (тачкице у разноврсним бојама), и можда “a” (црна боја која не долази до изражаја). Могуће комбинације хомозиготске браон и хомозиготске плаве боје представљају бледо-браон боју која се у неким расама спомиње као боја јетре. Локација напредних гена може да постоји, код Мастифа то могу бити “I” (кајсијаста боја длаке), “i” (боја длаке која није кајсијаста) или чак “cch” (длака која је боје сребра) или “C” (боја која није сребрна).

### Рекордна величина
Највећа тежина пса која је икад забележена, 155.6 kg, је била тежина енглеског Мастифа из Енглеске који се звао Аикама Зорба од Ла-Суса. Постоје тврдње да има тежих паса, који су раса Бернардинца, тибетског Мастифа и кавкаског овчара. У издању Гинисове књиге рекорда из 1989. године, у својој 7. години живота, Зорба је био висок 94 cm до рамена и био дугачак 251 cm од врха носа до краја репа, величине мањег магарца. Након 2000. године, Гинисова књига рекорда је престала да прихвата рекорде за највеће и најтеже кућне љубимце.

## Нарав
Мастифи имају нарав коју би сваки власник пожелео, која се огледа у свим формалним стандардима и историјским списима. Сиденам Едвардс је 1800. године је у књизи “Cynographia Britannica” написао следеће: 
"Оно што је лав у свету мачака то је Мастиф у свету паса, најузвишенији у породици; он стоји на врху, а сви остали тону под њим. Његова храброст не премашује његову нарав и великодушност, и његова приврженост је најпријатнија у његовој врсти. Његова послушност је перфектна; задиркивање мањих раса га ретко провоцирају. Видео сам га како се игра са Теријером и мешанцем који су га угризли. Он није имао намере да узврати нападом. У својој породици, он ће допустити деци да се играју са њим и преживљаваће све њихове шале без увреде. Свирепост Булдога ће често повредити онога ко му помаже у борби, ли се Мастиф истиче у вези са тим. Он смирено улази у борбу, и напада као да је сигуран у успех; ако је надјачан, или изуједан, његов власник може да га покупи са земље без страха од повреде од стране свог крвожедног пса. Овај прастари и одани кућни љубимац, понос британских острва, уједињује поштење, корисност и храброст. Иако је тражен од стране других народа, готово да је нестао тамо где је вероватно био Абориџин."
Амерички кинолошки савез кратко описује расу Мастифа као:
"комбинацију величанствене и добре природе као и корисности и храбрости. Припитомљени Мастифи су јаки али ипак нежни и послушни пси, али због њихове величине и потребе за простором, они су најбољи за сеоски или приградски живот."

## Здравље
Мастифи би у целокупној фази развоја требало да показују карактеристике своје расе: масивност и глас а, уколико су гломазни, и начин кретања. Мастифи су веома велики пси који захтевају коректну исхрану и вежбање. Прекомерно трчање није препоручљиво за прве две године живота пса, да не би настао проблем при расту хрскавице у зглобовима овог тешког пса који брзо расте. Мастиф некада може за само недељу дана добити преко 2 kg. Међутим, пас мора редовно да вежба у току целог живота да би се одвратио од лењости и да би се смањили проблеми са здрављем. Препоручљива је мека површина на којој би пас требало да спава да би се избегао развој жуљева, артритиса и хигрома (акутног упалног отока). Због величине, која је карактеристика ове расе, постоји шанса да ће штенад бити угушена или згњечена од стране мајке током дојења. Кревет за штенад, као и пажљив надзор могу да спрече такве инциденте. Просечни животни век Мастифа је око 7 година иако није неуобичајено да неки живе и до 10 или 11 година.
Највећи проблеми код ове расе су дисплазија кукова и увијање желуца. Неки мањи проблеми могу бити гојазност, остеосарком и цистинурија. Проблеми који се ређе дешавају су кардиомиопатија, алергије, вагинална хиперплазија, раскид укрштених лигамената, хипотиреоза, аваскуларна некроза, ентропион и прогресивна атрофија ретине.
При куповини чистокрвног Мастифа, експерти углавном препоручују да се пас тестира на дисплазију кукова и дисплазију зглобова и да се ураде анализе штитне жлезде и ДНК.
Мастиф се може чувати у стану, али мора се водити рачуна да он довољно вежба. Мастифе би требало хранити 2 или 3 пута дневно. Верује се да 1 велики оброк дневно може повећати шансу за увијање желуца.

## Историја

### Од прастарих времена до почетка 19. века
Велики пси који су приказани на фигурама и бас-рељефима из 6. века пре нове ере у асирском царству за време владавине краља Асурбанипала могу бити повезани са потомством модерног Мастифа, али без генетског доказа или чисте историјске повезаности, ово је спекулација. Постојале су сличне фигуре у истом региону за време каситског периода, скоро 1000 година раније. Постоји претпоставка да су ови пси повезани са псима који су се борили против лавова, тигрова, медведа и гладијатора у римским аренама.
Засигурно је да су за формирање енглеског Мастифа били одговорни борбени британски пси који су постојали у време када је Рим освојио Британију. Песник из старог Рима, Гратиус (или Гратиус Фалискус) је рекао за борбене британске псе да су као Молосуси из старе Грчке.
Грчки историчар Страбон је написао да су пси били извезени из Британије у сврхе лова на дивљачи, и да су ти пси такође били коришћени од стране Келта као борбени пси. Што се тиче порекла борбених британских паса, постоје неутврђене спекулације да су настали од паса доведених у Британију од стране Феничана у 6. веку пре нове ере.
Алаунти су вероватно били још једни генетски преци енглеског Мастифа. Свету представљени од стране Нормана, ови пси су створени од Алана, који су мигрирали у Француску (тадашњу Галију) због притиска Хуна на почетку 5. века. Било је добро познато од Римљана да живе у региону око 700 km северно од региона где су некада живели Асирци. Било које конекције у вези са псима ових племена нису доказане.
Порекло речи “Мастиф” није познато. Многи тврде да је реч настала од староенглеске речи “musty” што значи “снажно”. Други извори, као на пример оксфордски енглески речник, кажу да је реч настала од старе француске речи “mastin” (модерно-француски “mâtin”), реч је сама по себи изведена од вулгарног латинског “ma(n)suetinus” што значи питом, док у класичном латинском та иста реч значи брз. Прва листа имена псећих раса у енглеском језику, је наведена у књизи светих Албана, објављеној у 1465. години, и укључује реч “Mastiff”. Ово дело се приписује Џулијани Бернерс, али је можда делимично преведено из норманско-француског дела “Le Art de Venerie” са почетка 14. века.

Године 1570, Конрад Хересбак, у делу “Rei Rusticae Libri Quatuor”, се реферисао на “Мастије који држе кућу”. Хересбак је писао на латинском; његова дела су много година касније преведена на енглески у “Foure Bookes of Husbandrie” од Барнабија Гуџа. Ово дело је прилагођено од дела “De Re Rustica” које је написао римски писац Колумела у 1. веку. У периоду од римског до времена средњег века, мастифски пси су коришћени у крвавим спортовима као што су убијање и мучење медведа, бикова, лавова, у борбама паса, као и лову и чувању. 
Пси познати као Бандози, који су углавном били везивани близу кућа, су такође били мастифски пси.
Џон Киз их је у 1570. години описивао као огромне, тврдоглаве, ружне, и јако жељне псе са тешким, оптерећујућим телима.

Натуралиста Кристофер Мерет је у свом 1666. делу “Pinax Rerum Naturalium Brittanicarum” направио листу британских сисара, укључујући 15 раса паса. Један од њих је “Molossus, Canis bellicosus Anglicus, a Mastif”. Буквално преведено, “Молосус, борбени енглески пас, Мастиф”, и то је можда прво повезивање раса Молосуса и Мастифа. 
Када је 1415. године господин Пијерс Ли био рањен у битки код Азенкура, његов Мастиф је легао на њега и штитио га неколико сати. Мастиф је касније враћен у Лијеву кућу и тада је постао главни предак за Мастифе дворане Лајм. Пет векова касније, овај чистокрван пас је био оснивач модерне расе. Друга аристократска места где је било познато да су се чували Мастифи су дворац Елвастон (od Чарлса Станхоупа и његових предака) и чатсвортске куће. Власник чатсвортских Мастифа (за које се причало да су пореклом од алпског Мастифа) је био Вилијам Кавендиш, у његовој породици познатији као Канис. Мастифи су такође чувани у хадзорској палати, чији су власници били припадници галтонске фамилије, познате по индустријалцима и научницима, укључујући познатог Чарлса Дарвина. Постоје докази да су Мастифи први пут дошли у Америку бродом “Mayflower”, али ова раса није додатно документована у Америци све до краја 19. века.

### Од раног 19. века до Првог светског рата
Парламент Уједињеног Краљевства је 1835. године имплементирао акт назван “окрутност према животињама”, који је забранио борбе паса. Ово је довело до пада броја агресивних Мастифа који су коришћени у ову сврху, али Мастифи су и даље наставили да буду пси чувари на сеоским имањима и градским фирмама.
Систематски узгој ове расе је почео у 19. веку, када је Џон Виглсворт-Томпсон купио женку, Дору, од Џона Крабтрија, ловочувара дворане Кирклис, чији пси су често били под власништвом његовог послодавца, господина Џорџа Армитаџа. Дора води порекло делом од пса којег је имао Томпсонов деда, комесар Томпсон, с почетка тог века, као и од Мастифа из линије Одважне дворане, женке купљене од људи с каналног брода, још једног пса ухваћеног од стране Крабтрија замком за лисице, пса из носталског манастира и још једног пса са балтонског дворца, у власништву природњака, Чарлса Ватертона. Први пас Џона Виглсворт-Томпсона, Хектор, је настао од спајања женке Јуно, која је купљена од трговца животињама Бил Џорџа, и пса Тигра, чији власник је био капетан Фентон. Ниједан од ових паса није био чистокрван, што је било нормално за тај период. Између 1830. и 1850. године је он узгајао потомке ових паса и неких других да би изградио врсту кратких, масивних паса са великим главама какве је волео.

Господин Луки је 1835. године покренуо његов посао тако што је почео спајање женке алпског Мастифа из чатсвортске линије, старе Војвоткиње са купираним репом (купљене од трговца псима Била Вајта), и пса Плутоа, великог, црног Мастифа коме није тачно познато порекло али је повезан са маркизом Хертфорда. Резултат је била женка названа Јаров, која је спајана са Кушеом, још једним алпским Мастифом који је (у то време) припадао Вајту и онда је касније спајана са још једним псом са тиграстим шарама који је такође припадао Вајту. Луки је покушао да створи врсту пса која је виша али не толико тешка као Томпсонови пси. После 1850. године, Томпсон и Луки су кренули да сарађују, и тако је модеран Мастиф настао, иако су пси без педигреа или са сумњивим педигреом наставили да се узгајају и у 20. веку. 
Још један важан допринос овој раси је направио пас зван Лав, који је био власништво капетана (касније пуковника) Џона Гарнијера који је био краљевски инжењер. Он је купио 2 Мастифа од претходно наведеног трговца Бил Џорџа. Женку, Еву, је купио од Џорџа на пијаци Лединхол. Пса, Адама, који је био познат по пореклу из дворане Лајм, али је купљен на Татерсолсу. Гарнијер је сумњао да је тај пас имао повезаност са Немачком Догом, мада то није потврђено. Гарнијер их је повео са собом у Канаду а вратио се назад са њиховим штенетом, Лавом. Он је касније спајан са Лукијевом Војвоткињом да би на крају настао Гувернер, извор свих данашњих мушких Мастифа. (Лав је такође спајан са Луфром, женком шкотског Хрта, а њихов штенац Маркиз се појавио у педигреима Хрта и ирског Хрта.)
Године 1880. је очување ове врсте жртвовано због кратког, огромног пса боје чоколаде са усправним вратом који се звао Краун Принц.  Овај пас је био доминантан у односу на своје вршњаке у смислу броја потомака. После тога, Мастифи су изгубили популарност али је конзистентност расе расла, са све мање мршавих паса са дугом длаком.
Истакнут међу узгајивачима ове ере који је радио на томе да врати чистокрвног Мастифа је био Едгар Ханбури са политичарем и човекољупцем Марком Ханбуријем Боуфојем, касније председником кинолошког савеза, који је имао пса, унука Краун Принца, Боуфорта, који је касније извезен у Америку.

Упркос извозу, број Мастифа у Америци је стално опадао кроз 1890.-те. Од 1906. године до 1918. године, регистровано је само 24 Мастифа у Сједињеним Америчким Државама. После 1910. године, ниједан од ових паса није био даље одгајан у Америци. Након што се Први светски рат завршио, осим неколико извезених паса у Северну Америку, раса је тотално изумрла ван Велике Британије. 

### После Првог светског рата
Пас Беовулф, назван по најстаријој епској песми на староенглеском језику, настао је од увезених британских паса Пријама од Вингфида и паркгејтске Војвоткиње. Он је био узгајан у Канади и био је први Мастиф регистрован од стране Америчког кинолошког савеза. То је започело поновну репопулацију ове расе у Америци. Пријам и Војвоткиња, су заједно са другим увезеним псима, Виландом, Тором од острва, Карактакусом од Хелинглија и Брутусом од Саксондејла учествовали у стварању два потомка који би касније произвели даље потомство, Бастера од Саксондејла и Бадија. Међутим, било је и других увоза паса у периоду између ратова и у раним данима Другог светског рата. У модерним педигреима се и даље могу наћи ти пси, што значи да је допринос Северне Америке генетском фонду Мастифа после 1945. године (укључујући Бастера и Бадија) био 14 паса. 
На британским острвима је током Другог светског рата развој Мастифа стао због рационисања меса. После рата, штенад је углавном подлегала псећој куги, за коју вакцина није постојала све до 1950. године. Само једно женско штене је преживело рат и успело да доживи зрелост, Нидија од Фритенда. Њен отац је морао бити проглашен Мастифом од стране кинолошког савеза, јер његово порекло није било познато. Многи су мислили да је он у ствари био Булмастиф.
После рата, животиње су из Северне Америке (претежно Канаде) увезене у Британију. Због тога су сви Мастифи крајем 1950.-тих потекли од Нидије и 14 претходно наведених Мастифа, чија је мушка крв потицала чак од Краун Принца. Наводно су Мастифи били спајани са другим расама великих паса као на пример Булмастифима и Бернардинцима, са образложењем да су они били сматрани блиским рођацима Мастифу. Дог де Борду је 1959. године увезен из Француске у Америку, и био је регистрован као Мастиф. Он је постао 16. животиња у послератном генском фонду. Од тада, раса је генерално била враћена у Британију, и достигла је број 28 на листи најпопуларнијих раса паса у Америци. Сада је ова раса распрострањена по целом свету.

## Познати Мастифи
- "Краун Принц", предак модерне расе Мастифа, у власништву психијатра Форбса Винслова.[29]
- "Лео", у власништву Ричарда Ансдела, модел у његовој слици "Ловац".[29]
- "Лејди Мартон", у власништву викторијанског индустријалца Хенрија Болкауа, за коју су неки тврдили да је женка расе Бернардинаца.
- "Херкул" (познат под називом "Звер") из филма "The Sandlot".
- "Голијат" (познат под називом "Велики Страх") из филма "The Sandlot 2".[35]
- "Карло" из приче Шерлока Холмса, "The Adventure of the Copper Beeches".
- "Казак", у власништву Винстона Најлса Рамфорда, богатог свемирског путника у Курт Вонегутовој новели сирене Титана.
- Енглески Мастиф који се такође звао "Казак" се појављује у епизоди 4. сезоне "Un Chien Tangerine of Archer".[36]
- "Мос" и "Јагуар", у јапанској серији "Ginga: Nagareboshi Gin" и у њеном наставку "Ginga Densetsu Weed".
- "Мастиф Масон", филму "Трансформерси".[37]
- "Маџ", из америчке дечије књиге "Хенри и Маџ".[38]
- "Чупадогра" (познат под називом "Бастер") је стари енглески Мастиф из филма "Marmaduke".[39]
- "Лени" је тиграсти енглески Мастиф из енглеског филма "Хотел за псе" из 2009. године.[40]
- "Зорба", званично препознат као најдужи и највећи пас на свету.[6]